# Aursunden
Aursunden est un lac situé dans la commune de Røros en Norvège.
Une centrale hydro-électrique Kuråsfoss kraftverk est installée sur le lac.
Les deux localités les plus importantes autour du lac sont celles de Brekken et Glåmos.
Au nord du lac se situe le seul endroit de Scandinavie où se trouve Eurybia sibirica, découverte en 1897 par Thekla Resvoll.